# Andreas Bentza

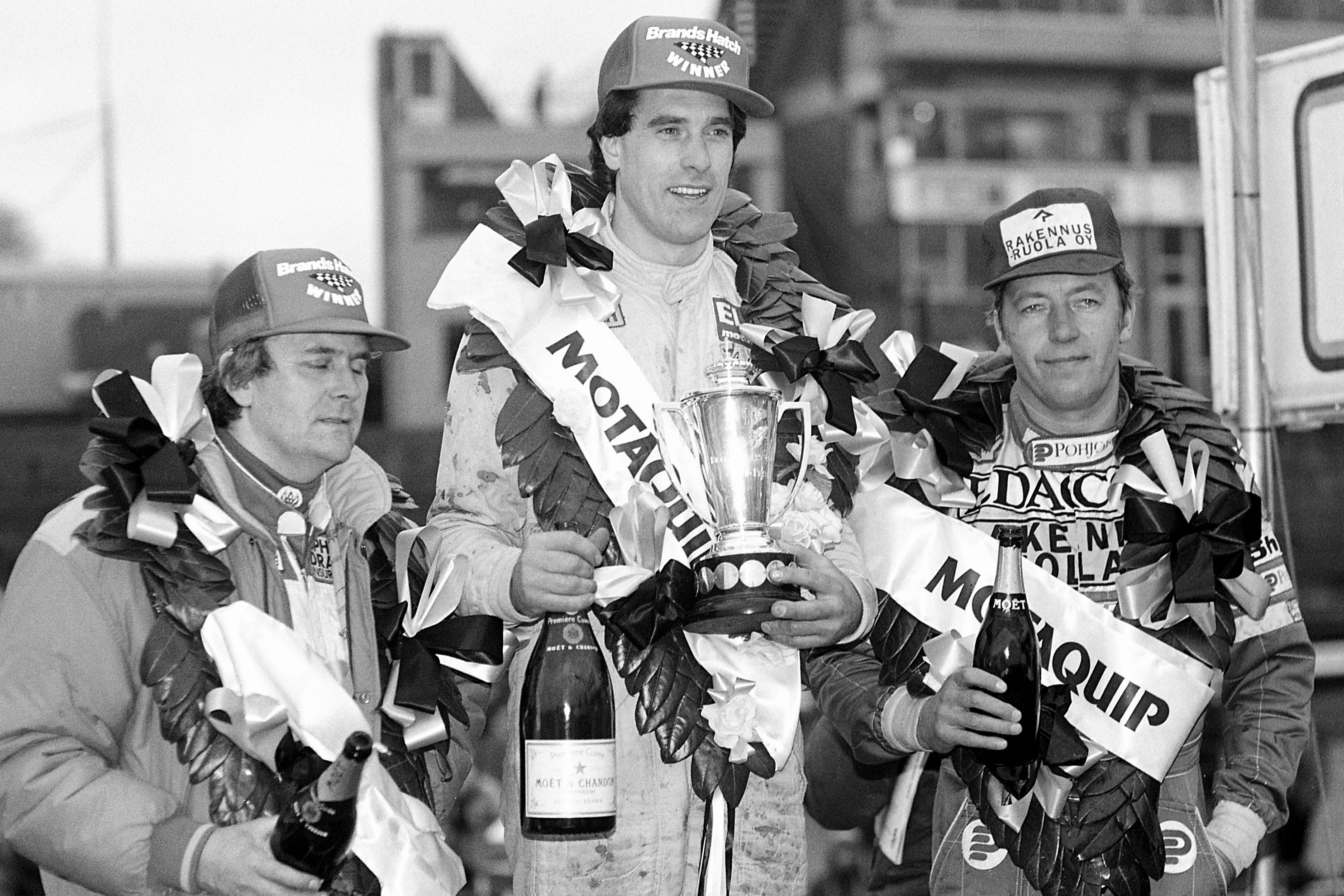
1986: Andy Bentza (Audi quattro) als Sieger des British Rallycross GP

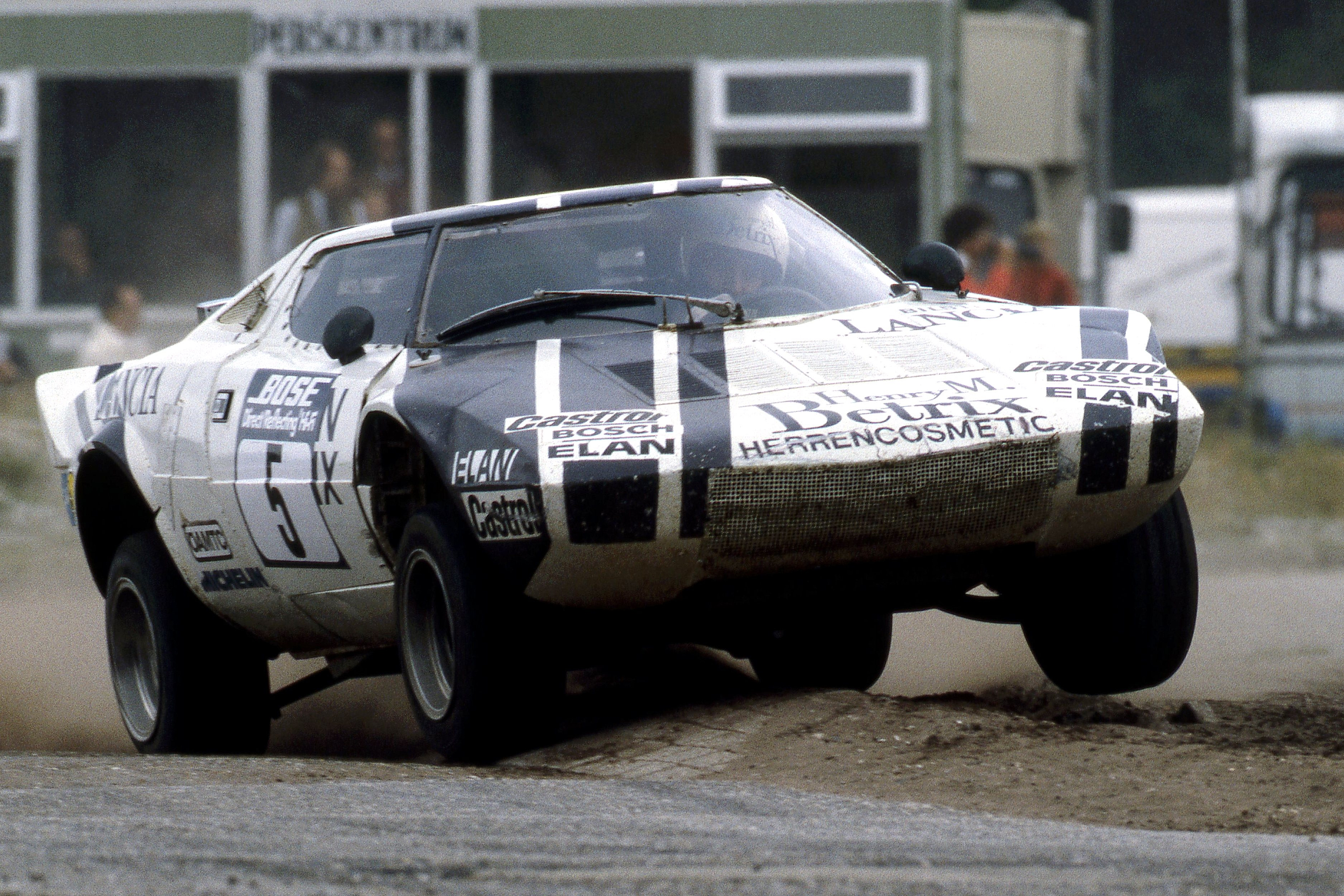
1983: Andy Bentza und sein Lancia Stratos HF 3.0 in den Niederlanden

Andreas „Andy“ Bentza (* 3. Juli 1952 in München) ist ein österreichischer Unternehmer und ehemaliger Rallycross-Fahrer.

## Karriere als Rennfahrer
Andy Bentza stieg Anfang der 1970er-Jahre, unterstützt von Vater und besonders der Mutter, in den Motorsport ein.
Ab 1973 fuhr er unter anderem als Teamkollege von Franz Wurz in der Österreichischen Rallycross-Staatsmeisterschaft und gewann dort mehrmals den Meistertitel. Sein letzter großer Erfolg in dieser Rennserie war 1986 der Pokalsieg in der Division II für Fahrzeuge der Gruppe B.
Ende der 1970er startete er auch mehrfach mit einem Kaimann in der Formel V. Dort erreichte er 1978 in der Formel-Super-V-Europameisterschaft einen 36. Rang.
Seine größten Motorsporterfolge erreichte er 1978 auf einem Lancia Stratos HF 3.0 mit dem Gewinn der Rallycross Europameisterschaft in der GT-Division und 1986 beim British Rallycross Grand Prix in Brands Hatch, den er auf einem Audi quattro gewinnen konnte.

## Privates
Andreas Bentza wuchs in Traismauer auf und schloss seine Schulausbildung 1972 an der Höheren Technischen Lehranstalt in St. Pölten ab. Danach trat er in das elterliche Unternehmen, einem Kfz- und Fahrrad-Reparatur-Service, ein.
Parallel zum Motorsport war er im Fahrzeughandel tätig und leitet seit 1992 als Ingenieur (Standesbezeichnung) ein Unternehmen für Motorinstandsetzungen.
Bentza wohnt in St. Pölten, ist verheiratet und hat eine Tochter, die als Dressurreiterin sportlich aktiv ist.